# Mainfähre Nordheim am Main

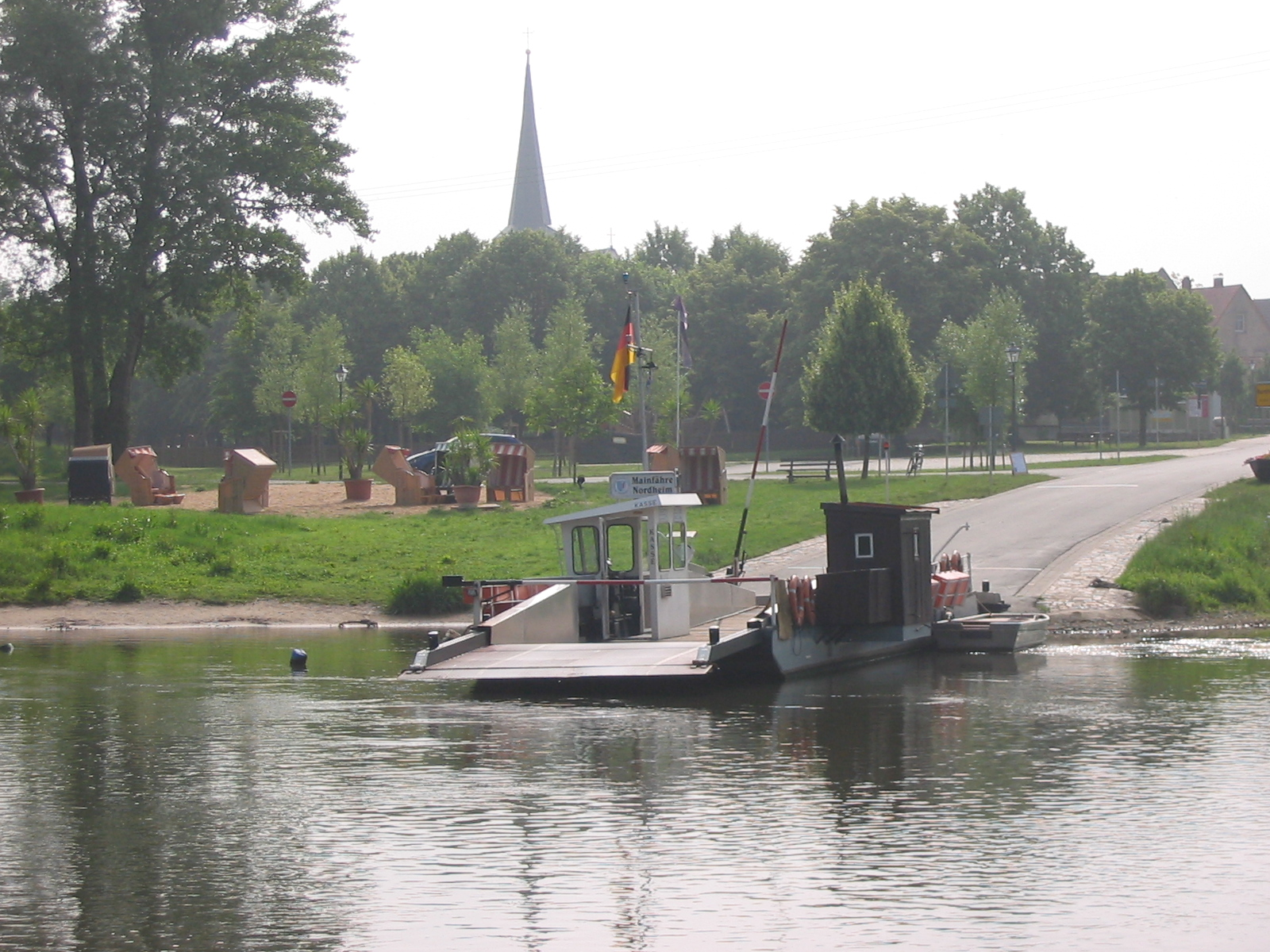
Die Fähre in Nordheim am Main

Die Mainfähre Nordheim am Main (umgangssprachlich auch Mainkuh) ist eine seilgeführte Personen-, Radfahrer- und Wagenfähre auf dem Main, die ganzjährig zwischen der Gemeinde Nordheim am Main und dem Volkacher Ortsteil Escherndorf im unterfränkischen Landkreis Kitzingen verkehrt.

## Geschichte
Die Geschichte der Fähre ist eng mit der des Ortes Nordheim verbunden. Wie auch bei der Gründung des Dorfes liegt der erstmalige Fährbetrieb im Dunkel. Es ist davon auszugehen, dass bereits im Mittelalter eine Fähre an der heutigen Stelle bestand, die den Mainübergang an der wichtigen Handelsstraße Würzburg-Prosselsheim-Volkach sicherstellte. Der Nordheimer Dorfherr, die Abtei Münsterschwarzach, war für den Erhalt der Fähre verantwortlich.
Erstmals genannt wurde die Fähre allerdings erst im Jahr 1473. Ein Streit zwischen dem Bader und dem Fährmann musste geschlichtet werden: Fortan war der Fährmann verpflichtet den Bader überzusetzen, durfte allerdings kostenlos baden. Wiederum wird die Fähre im Jahr 1575 erwähnt. Der Münsterschwarzacher Abt Johannes IV. Burckhardt verfasste in diesem Jahr eine umfassende Fährordnung, die Fahrzeiten und Tarife regelte.
Der Vertrag war allerdings bereits 1603 verschwunden, sodass es wiederum zu Streitigkeiten über die Fährnutzung kam. Am 16. November 1603 erließ Abt Johannes V. Krug eine neue Ordnung, den sogenannten Fährbrief. Wieder wurden Rechte und Pflichten des Fährmannes und der restlichen Bevölkerung aufgelistet. So müssen die Nordheimer dem Fährmann helfen, sein Boot in Sicherheit zu bringen, wenn der Main Hochwasser führte. Das Fährrecht wurde von der Gemeinde an den sogenannten Fahrbeständer für ein, später zwei Jahre, versteigert.
Nach der Säkularisation und der Auflösung der Abtei Münsterschwarzach blieb das Fährrecht bei der, fortan bayerischen, Gemeinde Nordheim am Main. Mit der einschneidenden Veränderung ging auch ein rasches Ansteigen des Pachtpreises einher, kostete die Fährpacht 1771 noch 36 Gulden, stieg sie 1803 auf 126 Gulden pro Jahr an. Kurze Zeit später beschloss die Gemeinde, dem Fährer eine längere Pachtdauer einzuräumen und verlieh das Fährrecht nun für zehn Jahre.
Nachdem die Nordheimer Fähre über Jahrhunderte aus einem einfachen Eichenschelch bestanden hatte, der lediglich mit Eisen beschlagen worden war, kam es 1919 zu einer Änderung. Die alte Querkettenfähre stellte ein Hindernis für die Schifffahrt dar und der bayerische Staat forderte eine Umstellung auf eine Hochseilfähre. Erstes, neues Fährschiff wird ein Boot von 1907, das die Firma Noell aus Würzburg errichtet hatte.
Dieses Schiff wurde bereits am 13. November 1925 von einer Eisenkonstruktion ersetzt, die von der Bayerischen Schiffbaugesellschaft in Erlenbach ausgeführt worden war. Nach dem Zweiten Weltkrieg plante der Fährmann Otto Konrad das Fährschiff durch ein freifahrendes Boot zu ersetzen, die Pläne scheiterten jedoch am geplanten Kanalbau zwischen Volkach und Gerlachshausen. Das Projekt würde die Wassertiefe an der Überfahrtsstelle so stark verringern, dass ein sicherer Betrieb nicht mehr gewährleistet wäre.
Im Jahr 1955 wurden vom Wasserwirtschaftsamt gravierende Mängel am Fährschiff festgestellt, sodass die Gemeinde im Jahr 1965 eine neue Hochseilanlage errichten ließ. Fortan wurde die Fähre zusätzlich von einem kleinen Hilfsmotor angetrieben. 1983 endete die Verpachtung der Fähre an Beständer. Die Gemeinde Nordheim am Main stellte nun Angestellte an, die den Fährbetrieb übernahmen. Im Jahr 2016 wurde die Fähre einer umfassenden Sanierung unterzogen.

## Technik
Eine Besonderheit stellt die doppelte Hochseilanlage der Nordheimer Fähre dar. Die zwei Stahlhochseile existieren an dieser Stelle nur noch, weil der Fluss nicht mehr von der Berufsschifffahrt befahren wird. Zuvor hatte eine Querkette, am Grund des Mains verlegt, die Überfahrt der Fähre garantiert. Bei der Verlegung der Mainkette zwischen Bamberg und Kitzingen musste diese Anlage allerdings weichen.